# Dario Tonani
Dario Tonani (Milano, 21 luglio 1959) è uno scrittore e giornalista italiano, autore di opere di fantascienza, thriller, new weird e letteratura dell'orrore.

## Biografia
Nato a Milano consegue la laurea in Economia politica all'Università Bocconi per poi intraprendere la carriera di giornalista. Pubblica, in Italia e all'estero, una dozzina di romanzi e oltre 120 racconti su antologie (per Arnoldo Mondadori Editore, RCS MediaGroup, Bietti, Stampa Alternativa, Punto Zero, Comic Art, Delos Books), riviste varie (Wired, Il Giallo Mondadori, Segretissimo, Urania, Millemondi, Robot) e quotidiani nazionali.
Nell'aprile del 2007 pubblica per Mondadori il romanzo Infect@, un noir fantascientifico che arriva in finale all'edizione 2005 del Premio Urania e del quale vengono opzionati i diritti cinematografici. Nel 2009 pubblica per la collana Urania il dittico L'algoritmo bianco, un volume che contiene due romanzi brevi appartenenti al ciclo dell'Agoverso, entrambi ambientati nella Milano del 2045 e incentrati sullo stesso personaggio: il killer Gregorius Moffa. Nella primavera 2011 scrive un'antologia intitolata Infected Files che riunisce una selezione di sue opere a tema fantascienza. A settembre dello stesso anno, per la collana Urania, pubblica Toxic@, il seguito del romanzo Infect@.
A novembre 2012 Delos Books dà alle stampe Mondo9, volume che riunisce la prima parte di un ciclo steampunk comprendente quattro novelle uscite in e-book tra il 2010 e il 2012 (Cardanica, Robredo, Chatarra e Afritania). Il 22 febbraio 2014 il titolo viene tradotto e pubblicato in Giappone, dove l’annuario SF Ga Yomitai lo colloca nella “top ten” dei migliori romanzi di fantascienza occidentale pubblicati nel Paese nipponico dell'anno ed è indicato dalla Guida Giapponese allo Steampunk tra le 40 opere imperdibili del genere.
La seconda parte della saga si compone di cinque titoli usciti inizialmente in e-book (Mechardionica, Abradabad, Coriolano, Bastian e Miserable), che nell’agosto del 2015 sono riuniti da Mondadori alle prime quattro storie su Urania Millemondi (primo volume della collana dedicato a un autore italiano) con il titolo di Cronache di Mondo9. A settembre 2018 esce per Oscar Fantastica (Mondadori) il suo romanzo Naila di Mondo9, ambientato nello stesso universo narrativo delle storie precedenti Nel gennaio 2021 di Naila di Mondo9 viene pubblicata una nuova edizione nella collana Urania Jumbo.
A maggio 2022, con il titolo Cronache della ruggine e della sabbia, il primo volume della saga viene tradotto in russo per la casa editrice Ast; nel luglio dello stesso anno pubblica, per la Urania Speciale fuori formato per i 70 anni della collana, Mya di Mondo9, nuovo capitolo della sua saga più conosciuta.
A ottobre 2022 esce in Russia il secondo volume del ciclo di Mondo9, La leggenda della Grande Onda, a cui segue, per le edicole italiane, la ristampa di Cronache di Mondo9 in un'edizione da collezione che celebra i 70 anni di Urania, allegata a richiesta a Corriere della Sera e La Gazzetta dello Sport.
Il 20 giugno 2023 arriva in libreria, per la collana Oscar Fantastica di Mondadori, il romanzo Il trentunesimo giorno che affronta in chiave ibrida fantascienza/thriller il tema del disastro climatico e degli eventi meteorologici estremi.

## Opere

### Libri
- La baracca degli angeli neri (romanzo), La lampada di Alhazared, Marino Solfanelli Editore, 1991
- Infect@ (romanzo), Urania, Mondadori, 2007
- L'algoritmo bianco (raccolta di due romanzi: quello omonimo e il romanzo breve Picta muore!), Urania, Mondadori, 2009
- Toxic@ (romanzo), Urania, Mondadori, 2011
- Infected Files (antologia, anche in e-book), Delos Books, 2011
- Mondo9 (romanzo), Odissea Fantascienza, Delos Books, 2012. Edizione giapponese: C-Light Publishing, 2014
- Cronache di Mondo9 (antologia, anche in e-book), Millemondi 72, Urania, Mondadori, 2015; allegato a Corriere della Sera e La gazzetta dello Sport, 2022
- Naila di Mondo9 (romanzo, anche in e-book), Oscar Fantastica, Mondadori, 2018
- Naila di Mondo9 (romanzo), Urania Jumbo di Mondadori, 2021
- Cronache della ruggine e della sabbia (romanzo), collana "Stelle della Fantascienza" di Ast, 2022. Edizione russa.
- Mya di Mondo9 (romanzo), Urania Speciale di Mondadori, 2022.
- La leggenda della Grande Onda (romanzo), collana "Stelle della Fantascienza" di Ast, 2022. Edizione russa.
- Il trentunesimo giorno (romanzo), Oscar Fantastica, Mondadori, 2023.

### E-book
- Cardanica (novelette in e-book), 40k Books, 2010; raccolto in Mondo9 (2012)
- Robredo (novelette in e-book), 40k Books, 2011; raccolto in Mondo9 (2012)
- Chatarra (novelette in e-book), 40k Books, 2011; raccolto in Mondo9 (2012)
- Cardanica (novelette in e-book, english version), 40k Books, 2011
- Afritania (novelette in e-book), 40k Books, 2012; raccolto in Mondo9 (2012)
- Il fuoco non perde mai (racconto in e-book), MilanoNera, 2012
- WAR - Weapons. Androids. Robots. (antologia in ebook), Mezzotints Ebook, 2013
- Mechardionica (romanzo breve in e-book), Delos Digital, 2013
- Abradabad (novelette in e-book), Delos Digital, 2013
- Coriolano (novelette in e-book), Delos Digital, 2013
- Bastian  (romanzo breve in e-book), Delos Digital, 2014
- Le polverose conchiglie del mattino (novelette in e-book), Delos Digital, 2014
- WAR 2 (antologia in ebook), Mezzotints Ebook, 2014
- Miserable  (romanzo breve in e-book), Delos Digital, 2014
- Schiuma rossa (novelette in e-book), Delos Digital, 2014
- Schegge di una città di plastica (novelette in e-book), Delos Digital, 2016
- WAR - Weapons. Androids. Robots. (antologia in ebook), Delos Digital, 2016
- WAR 2 (antologia in ebook), Delos Digital, 2016
- Sabbia nera (racconto in ebook), Oscar Mondadori, 2018
- Target Island (racconto in e-book con Claudia Graziani), Delos Digital, 2021

### Audiobook
- Miserable (novelette), Audible, 2023
- Le polverose conchiglie del mattino (racconto), Audible, 2023
- WAR - Weapons, Androids, Robots (antologia di racconti), Audible, 2023
- Picadura (racconto), Audible, 2023
- Infect@ (romanzo), Audible, 2024
- Cronache di Mondo9 (antologia), Audible, 2024
- Naila di Mondo9 (romanzo), Audible, 2024
- L’algoritmo bianco (romanzo), Audible, 2024
- Toxic@ (romanzo), Audible, 2024

## Premi e riconoscimenti
- 1989 Premio Tolkien[14]
- 1994 Premio Lovecraft[15]
- 1999 Premio Lovecraft
- 2013 Premio Robot[16]
- 2013 Trofeo Cassiopea per Mondo9[17]
- 1989, 1992, 2000, 2012, 2013, 2014, 2015, 2016, 2019 (2 categorie), 2021 Premio Italia[5]
- 2017 Premio Europa come Miglior autore di fantascienza[18]